# A Dragon Ball GT epizódjainak listája
Ez a lista a Dragon Ball GT animesorozat epizódjait sorolja fel.

## Fekete Csillagos kristálygömbök Saga (1-15. rész)
Nyitódal
"Dan Dan Kokoro Hikareteku" (DAN DAN 心魅かれてく) – előadó: Field of View (epizódok: 1 – 64)
Záródal
"Hitori Janai" (ひとりじゃない) - előadó: Deen (epizódok: 1 - 26)
| #  | Epizód címe | Első japán sugárzás | Első magyar (Animax) sugárzás |
| -- | --- | ------------------- | ----------------------------- |
| 1  | A rejtélyes kristálygömbök megjelenése! Son Goku újra gyerek lesz? Nazo no Doragon Bōru Shutsugen!! Gokū ga Kodomo ni!?" (謎のDB(ドラゴンボール)出現!!悟空が子供に!? () | 1996. február 7.    | 2011. szeptember 20.          |
| 2  | Én vagyok a főszereplő! Pan az űrbe repül! Shuyaku wa Watashi! Pan Uchū ni Tobitatsu!!" (主役は私!パン宇宙に飛び立つ!! ()                                               | 1996. február 14.   | 2011. szeptember 20.          |
| 3  | Szuperkapzsiság! Imegga, a kereskedők bolygója! Chō Gametsui!! Shōnin no Wakusei Imegga" (超ガメツイ!!商人の惑星イメッガ ()                                             | 1996. február 21.   | 2011. szeptember 27.          |
| 4  | Élve vagy halva? Son Goku a körözött személy?! Wonteddo!! Gokū ga Shimei Tehai!?" (ウォンテッド!!悟空が指名手配!? ()                                                    | 1996. február 28.   | 2011. szeptember 27.          |
| 5  | Találtam egy erős ellenfelet! Ledgic, a testőr! Tsuyoi Yatsu Mikke!! Yōjinbō Rejikku" (強いヤツ見っけ!!用心棒レジック ()                                                | 1996. március 6.    | 2011. október 4.              |
| 6  | Ez egy kicsit fáj! Goku, a fogorvos! Chotto Itee Zo!? Gokū no Haisha" (ちょっとイテえぞ!?悟空の歯医者 ()                                                                | 1996. március 13.   | 2011. október 4.              |
| 7  | Drága egyetlenem! Trunks, a menyasszony! Itoshi no Hanī!? Hanayome wa Torankusu" (愛しのハニー!?花嫁はトランクス ()                                                     | 1996. március 20.   | 2011. október 11.             |
| 8  | Gokut is kiüthetik! A bajusz teljes ereje! Gokū mo Dokkan!! Ohige Pawā Zenkai" (悟空もドッカン!!おヒゲパワー全開 ()                                                     | 1996. április 17.   | 2011. október 11.             |
| 9  | A fenébe! Gokuék kalandja a csapdák bolygóján! Shimatta!! Gokū Tobikomu Wana no Hoshi!?" (シマッタ!!悟空飛び込む罠の星!? ()                                             | 1996. április 24.   | 2011. október 18.             |
| 10 | Táncos támadás! Bon Pappa! Ototte Atakku!? Bonpappa -- !!" (踊ってアタック!?ボンパッパー!! ()                                                                           | 1996. május 1.      | 2011. október 18.             |
| 11 | Luud átka! Pan babává változott! Rūdo no Noroi!? Ningyō ni Sareta Pan" (ルードの呪い!?人形にされたパン ()                                                               | 1996. május 8.      | 2011. október 25.             |
| 12 | A problémás isteni jóslat! Luud feltámadása! Kami no Otsuge wa Chō-Meiwaku!! Rūdo Kidō" (神のお告げは超迷惑!!ルード起動 ()                                              | 1996. május 15.     | 2011. október 25.             |
| 13 | Ő a főnök? Myuu, a rejtélyes tudós! Koitsu ga Oyadama!? Nazo no Kagaku-Sha Myū" (こいつが親玉!?謎の科学者ミュー ()                                                      | 1996. május 22.     | 2011. november 1.             |
| 14 | Érzed a ritmust? Luud elfogása! Rizumu de Bacchiri!? Rūdo Kōryaku!!" (リズムでバッチリ!?ルード攻略! ()                                                                  | 1996. június 5.     | 2011. november 1.             |
| 15 | Letérünk a helyes útról! Pan elszökik? Mou Gure te Yaru!! Pan no Iede!?" (もうグレてやる!!パンの家出!? ()                                                               | 1996. június 12.    | 2011. november 8.             |
| 16 | M2, a gépek bolygója! Giru, az áruló? Mashin Wakusei M2... Uragiri no Giru!?" (マシン惑星M2...裏切りのギル!? ()                                                         | 1996. június 19.    | 2011. november 8.             |

## Beby Saga (16-40. rész)
Nyitódal
"Dan Dan Kokoro Hikareteku" (DAN DAN 心魅かれてく) – előadó: Field of View (epizódok: 1 – 64)
Záródal
"Hitori Janai" (ひとりじゃない) - előadó: Deen (epizódok: 1 - 26)
Don't You See - előadó: Zard (epizódok: 27 - 41)
| #  | Epizód címe | Első japán sugárzás | Első magyar (Animax) sugárzás |
| -- | --- | ------------------- | ----------------------------- |
| 17 | Bízd csak Panra! Terv Gokuék megmentésére! Pan ni Omakase! Gokū kyū shutsu sakusen!!" (パンにおまかせ!悟空救出作戦!! ()                                | 1996. június 26.    | 2011. november 15.            |
| 18 | Erről nincs adat! A komoly Goku! Dēta Nya Nai Ze!! Gokū no Chō-honki" (データにゃないぜ!!悟空の超本気 ()                                               | 1996. július 10.    | 2011. november 15.            |
| 19 | Harcba! Rilld, a legerősebb mutáns! Shutsujin!! Saikyō myūtanto Rirudo" (出陣!!最強ミュータント·リルド ()                                              | 1996. július 17.    | 2011. november 22.            |
| 20 | Meglepve! Goku a fém-viharban! Tamageta zo!! Gokū o osou kinzoku tsunami" (たまげたぞ!!悟空を襲う金属津波 ()                                           | 1996. július 31.    | 2011. november 22.            |
| 21 | Nem lehet! Goku fémmé változott! Nante kotta!! Kinzokuban ni natta Gokū" (何てこった!!金属板になった悟空 ()                                            | 1996. augusztus 7.  | 2011. november 29.            |
| 22 | Leleplezett törekvés! Beby, a gonosz újszülött! Abakareta yabō!! Ja-aku seimeitai Bebī" (暴かれた野望!!邪悪生命体ベビー ()                             | 1996. augusztus 14. | 2011. november 29.            |
| 23 | Az elrejtett válság! A hajóroncs és a titokzatos fiú! Kakusareta Kiki!? Nanbasen to Nazo no Shōnen" (隠された危機!?難破船と謎の少年 ()                 | 1996. augusztus 21. | 2011. december 6.             |
| 24 | Beby visszatámad! Kiszemelt csillagharcosok! Bebī gyaku shū!! Nerawareta Saiyajin!!" (ベビー逆襲!!狙われたサイヤ人!! ()                                | 1996. augusztus 28. | 2011. december 6.             |
| 25 | Baj van! Beby megjelenik a Földön! Taihen da!! Chikyū ni Bebī ga Arawareta" (大変だ!!地球にベビーが現れた ()                                           | 1996. október 9.    | 2011. december 13.            |
| 26 | Gohan és Goten! Szörnyű testvérharc! Gohan to Goten... Sai-aku no kyōdai Genka!?" (悟飯と悟天...最悪の兄弟ゲンカ!? ()                                  | 1996. október 16.   | 2011. december 20.            |
| 27 | Cél elérve! Beby, Vegita testében! Yabō kansei!? Nottorareta Bejīta" (野望完成!?乗っ取られたベジータ ()                                                | 1996. október 23.   | 2011. december 27.            |
| 28 | Goku hazaér! Az egész Föld ellenem van!? Gokū kaeru... Chikyū wa zenbu ora no teki!?" (悟空帰る...地球は全部オラの敵!? ()                              | 1996. október 30.   | 2011. december 27.            |
| 29 | Nagy baj van! Legyőzik a harmadik szintű szuper csillagharcost! Chō Yabai!? Sūpā Saiyajin Surī yabureru!!" (超ヤバイ!?超サイヤ人3敗れる!! ()           | 1996. november 6.   | 2012. január 3.               |
| 30 | Goku megsemmisítése! Halott vagyok? Gokū Shōmetsu!? Ora wa Shinjimatta" (悟空消滅!?オラは死んじまっただ ()                                             | 1996. november 13.  | 2012. január 3.               |
| 31 | Még több meglepetés! Sugoro univerzuma összeomlik! Atto odoroku!? Suguroku kūkan dai hōkai" (アッと驚く!?スゴロク空間大崩壊 ()                         | 1996. december 11.  | 2012. január 10.              |
| 32 | Adjátok vissza Gokut! Uub, a düh harcosa! Gokū o kaese!! Ikari no senshi Ūbu" (悟空を返せ!!怒りの戦士ウーブ ()                                         | 1997. január 8.     | 2012. január 10.              |
| 33 | Ezt neked, Beby! Az újjászületett Uub gyilkos támadása! Kurae Bebī!! Shinsei Ūbu hissatsu kōsen!!" (くらえベビー!新生ウーブ必殺光線!! ()               | 1997. január 15.    | 2012. január 17.              |
| 34 | Balszerencsés átváltozás? Az óriásmajom Goku őrjöng! Henshin Shippai!? Gokū no Ōzaru dai abare!" (変身失敗!?悟空の大ザル大暴れ!! ()                    | 1997. január 22.    | 2012. január 17.              |
| 35 | A legerősebb! Goku, a negyedik szintű szuper csillagharcos! Saikyō! Gokū ga sūpā Saiya-jin Fō ni!!" (最強!!悟空が超サイヤ人4に!! ()                    | 1997. január 29.    | 2012. január 24.              |
| 36 | A sebezhetetlen szörnyeteg! Beby, a pokoli óriásmajom! Fujimi no kaibutsu!? Kyōaku ōzaru bebī" (不死身の怪物!?凶悪大ザルベビー ()                      | 1997. február 5.    | 2012. január 24.              |
| 37 | A nagy fordulat! Beby és Goku kiütve! Sōzetsu!! Bebī to Gokū Daburu Keī Ō!!" (壮絶!!ベビーと悟空ダブルKO!! ()                                          | 1997. február 12.   | 2012. január 31.              |
| 38 | Mindenki erejével! Újjáéled a negyedik szintű szuper csillagharcos! Minna no pawā de... Sūpā saiya-jin Fō fukkatsu" (みんなの力で...超サイヤ人4復活 () | 1997. február 19.   | 2012. január 31.              |
| 39 | Itt a vége! Beby végre megsemmisül! Kore de Saigo da! Tsui ni bebī shōmetsu" (これで最後だ!ついにベビー消滅 ()                                         | 1997. február 26.   | 2012. február 7.              |
| 40 | A Föld felrobban! Ifjú Sátán nehéz döntése! Chikyū Bakuhatsu! Pikkoro no Jūdaina Ketsui" (地球爆発!!ピッコロの重大な決意 ()                            | 1997. március 5.    | 2012. február 7.              |

## Super C17 Saga (41-47. rész)
Nyitódal
"Dan Dan Kokoro Hikareteku" (DAN DAN 心魅かれてく) – előadó: Field of View (epizódok: 1 – 64)
Záródal
Don't You See - előadó: Zard (epizódok: 27 - 41)
Blue Velvet - előadó: Shizuka Kudō (epizódok: 42 - 51)
| #  | Epizód címe | Első japán sugárzás | Első magyar (Animax) sugárzás |
| -- | --- | ------------------- | ----------------------------- |
| 41 | Harcművészetek Nagytornája! Vajon ki lesz az új bajnok? Tenkaiichi budōkai. Satan no kōkeisha wa dare" (天下一武道会 サタンの後継者は誰 ()                       | 1997. március 12.   | 2012. február 14.             |
| 42 | Halj meg, Goku! A Pokolból feltámasztott rettenetes ellenfelek! Shine Gokū!! Jigoku kara yomigaeru kyōteki-tachi" (死ね悟空!!地獄から蘇る強敵たち ()             | 1997. április 16.   | 2012. február 14.             |
| 43 | A Pokol gonosztevői! Dermesztő és Cell feltámadása! Jigoku no masenshi! Seru & Furīza fukkatsu" (地獄の魔戦士!セル&フリーザ復活 ()                               | 1997. április 23.   | 2012. február 21.             |
| 44 | A legvégső kiborg! A két C-17-es egyesül! JKyūkyoku Jinzō-ningen! Futari no 17-gō gattai" (究極の人造人間!二人の17号合体 ()                                      | 1997. április 30.   | 2012. február 21.             |
| 45 | Siess, Goku! Nagy szökés a Pokolból! Isoge Gokū!! Jigoku kara no dassutsu daisakusen" (急げ悟空!!地獄からの脱出大作戦 ()                                         | 1997. május 14.     | 2012. február 28.             |
| 46 | Összecsapás! A negyedik szintű szuper csillagharcos a Szuper C-17-es ellen! Gekitō!! Sūpā Saiyajin 4 VS Sūpā 17-gō" (激突!!スーパーサイヤ人4 vs. スーパー17号 () | 1997. május 28.     | 2012. február 28.             |
| 47 | A nagy fordulat! Goku és C-18 kombinált támadása! Daigyakuten! Gokū to 18-gō no nidan kōgeki sakuretsu" (大逆転!悟空と18号の二段攻撃さく裂 ()                    | 1997. június 4.     | 2012. március 6.              |

## Gonosz Sárkányok Saga (48-64. rész)
Nyitódal
"Dan Dan Kokoro Hikareteku" (DAN DAN 心魅かれてく) – előadó: Field of View (epizódok: 1 – 64)
Záródal
Blue Velvet - előadó: Shizuka Kudō (epizódok: 42 - 51)
"Sabitsuita Machine Gun de Ima o Uchinukō" (錆びついたマシンガンで今を撃ち抜こう) - előadó: Wands (epizódok: 52 - 64)
| #  | Epizód címe | Első japán sugárzás  | Első magyar (Animax) sugárzás |
| -- | --- | -------------------- | ----------------------------- |
| 48 | Ez aztán a meglepetés! Shenlongból ellenség lett? Kore wa Bikkuri! Shenron ga teki ni?!" (これはビックリ!神龍が敵に?! ()                                                | 1997. június 11.     | 2012. március 6.              |
| 49 | A legerősebb ellenfél? A félelemkeltő sárkány! Saikyō no teki!? Kyōfu no urawaza o tsukau ryū" (最強の敵?!恐怖の裏ワザを使う龍 ()                                       | 1997. június 18.     | 2012. március 13.             |
| 50 | A csillagharcosok veszte? Az ötcsillagos gömb sárkánya! Saiya pawā gyokusai!? Denkijū Ūshinron" (サイヤパワー玉砕!?電気獣五星龍 ()                                      | 1997. június 25.     | 2012. március 13.             |
| 51 | A hatcsillagos gömb sárkány! Keressük meg a nagy tornádótámadás gyenge pontját! Ryū Shinron! Daitatsumaki kogeki no jakuten o sakase" (六星龍!大竜巻攻撃の弱点を探せ () | 1997. július 2.      | 2012. március 20.             |
| 52 | Vigyázz, Pan! A hétcsillagos gömb elnyel! Pan abune! Chii-Shinron nottote oki" (パンあぶねぇ!七星龍のとっておき ()                                                      | 1997. július 9.      | 2012. március 20.             |
| 53 | Pant kiiktatják? Könnyáztatta tízszeres Kamehameha! Pan ga shōmetsu!? Namida no 10-bai Kamehameha" (パンが消滅!?涙の10倍かめはめ波 ()                                   | 1997. július 16.     | 2012. március 27.             |
| 54 | Hatezer fokos erő! A nap harcosa! Sesshi Rokusen-do no pawā! Taiyō no Senshi" (摂氏6000度のパワー!太陽の戦士 ()                                                         | 1997. augusztus 6.   | 2012. március 27.             |
| 55 | Bulma akcióban! Terv Vegita átváltoztatására! Buruma ugoku! Bejīta Kaizō keikaku" (ブルマ動く!ベジータ改造計画 ()                                                       | 1997. augusztus 13.  | 2012. április 3.              |
| 56 | A meleg után jön a fagyás! A tűz és a jég testvérsárkánya! Taiyō no tsugi wa kokukan! Honō to Kōri no kyōdai ryū" (太陽の次は極寒!炎と氷の兄弟龍 ()                     | 1997. augusztus 20.  | 2012. április 3.              |
| 57 | Elsöprő erő! A gonosz sárkányokat irányító sárkány! Tsuyosa Attō Teki!! Jaaku Ryū o shihai suru ryū" (強さ圧倒的!!邪悪龍を支配する龍 ()                                 | 1997. szeptember 3.  | 2012. április 10.             |
| 58 | Ellentámadásra készülj! Túlszárnyalni a negyedik szintet! Hangeki Kaishi! Sūpā-saiyajin 4 o koero" (反撃開始!スーパーサイヤ人4を超えろ ()                               | 1997. szeptember 10. | 2012. április 10.             |
| 59 | Ellenség vagy barát? Az óriásmajom Vegita őrjöng! Teki-ka mikata-ka... Ōzaru bejiita Ō Abare" (敵か味方か...大猿ベジータ大暴れ ()                                       | 1997. szeptember 17. | 2012. április 17.             |
| 60 | Fúzió! A legyőzhetetlen Szuper Gogeta! Fyū-jon!! Kyuukyoku no Sūpā Gojīta" (フュージョン!!究極のスーパーゴジータ ()                                                     | 1997. október 22.    | 2012. április 17.             |
| 61 | Mindenképp nyerek! Goku lenyelte a négycsillagos kristálygömböt! Zettai Katsu zo! Suushichū o kūta Gokū" (絶対勝つぞ!四星球を食った悟空 ()                              | 1997. október 29.    | 2012. április 24.             |
| 62 | Goku megmentése! Felbukkan az utolsó szövetséges! Gokū o Sukue!! Saigo no Mikata Tōjō" (悟空を救え!最後の味方登場 ()                                                    | 1997. november 5.    | 2012. április 24.             |
| 63 | Csodás és váratlan győzelem! Goku megmentette az univerzumot! Kiseki no Gyakuten Shōri!! Uchū o Sukutta Gokū" (奇跡の逆転勝利!!宇宙を救った悟空 ()                      | 1997. november 12.   | 2012. május 1.                |
| 64 | Viszlát Goku! Egy nap újra találkozunk! Saraba Gokū... Mata Au Hi Made" (さらば悟空...また逢う日まで ()                                                                 | 1997. november 19.   | 2012. május 1.                |